# Muzeum Ojców Karmelitów w Krakowie na Piasku
Muzeum Ojców Karmelitów w Krakowie na Piasku – jedno z krakowskich muzeów kościelnych.
Zlokalizowane przy Klasztorze OO. Karmelitów w Krakowie na Piasku przy ul. Karmelickiej 19 przy Sanktuarium Matki Bożej Pani Krakowa. Razem z Archiwum Karmelitów oraz Biblioteką Starodruków stanowi tzw. Zbiory Ojców Karmelitów w Polsce, które jako jednostka Polskiej Prowincji Karmelitów, powstała w roku 1692.